# Xanthothrix neumoegeni
Xanthothrix neumoegeni là một loài bướm đêm trong họ Noctuidae.